# Нассаводокс (Вірджинія)
Нассаводокс (англ. Nassawadox) — місто (англ. town) в США, в окрузі Нортгемптон штату Вірджинія. Населення — 533 особи (2020).

## Географія
Нассаводокс розташований за координатами 37°28′38″ пн. ш. 75°51′30″ зх. д. / 37.47722° пн. ш. 75.85833° зх. д. (37.477308, -75.858442).  За даними Бюро перепису населення США в 2010 році місто мало площу 2,05 км², уся площа — суходіл. В 2017 році площа становила 1,72 км², уся площа — суходіл.

## Демографія
Згідно з переписом 2010 року, у місті мешкало 499 осіб у 188 домогосподарствах у складі 106 родин. Густота населення становила 243 особи/км².  Було 239 помешкань (117/км²).
Расовий склад населення:
| - 55,7 % — білих - 41,1 % — чорних або афроамериканців - 0,2 % — азіатів - 1,6 % — осіб інших рас |

До двох чи більше рас належало 1,4 %. Частка іспаномовних становила 2,8 % від усіх жителів.
За віковим діапазоном населення розподілялося таким чином: 11,8 % — особи молодші 18 років, 43,1 % — особи у віці 18—64 років, 45,1 % — особи у віці 65 років та старші. Медіана віку мешканця становила 61,8 року. На 100 осіб жіночої статі у місті припадало 69,2 чоловіків;  на 100 жінок у віці від 18 років та старших — 60,6 чоловіків також старших 18 років.
Середній дохід на одне домашнє господарство  становив 44 031 долар США (медіана — 33 750), а середній дохід на одну сім'ю — 55 080 доларів (медіана — 52 500). За межею бідності перебувало 13,7 % осіб, у тому числі 9,2 % дітей у віці до 18 років та 10,3 % осіб у віці 65 років та старших.
Цивільне працевлаштоване населення становило 203 особи. Основні галузі зайнятості: освіта, охорона здоров'я та соціальна допомога — 35,0 %, виробництво — 10,3 %, будівництво — 9,9 %.